# Le Livre de Ptath
Le Livre de Ptath est un roman de science-fiction de A. E. van Vogt publié aux États-Unis en 1947 et en France en 1961.

## Résumé
Après son décès sur le champ de bataille, un soldat de la Seconde Guerre mondiale, Peter Holroyd, se réveille dans un endroit inconnu, l'empire de Gonwonlane. Son esprit cohabite désormais avec celui de Ptath, le dieu vivant de cet univers dont il détient aussi tous les pouvoirs. C'est la prêtresse Ineznia qui, grâce à ses enchantements, lui a fait perdre sa mémoire afin de lui ravir son trône. Mais Ptath est un Dieu et, même amnésique et habité par une entité étrangère, quelles méprisables forces terrestres pourraient s'opposer à sa marche irrésistible pour retrouver son trône ?